# 丁哲
丁哲，浙江嵊县人，明朝政治人物。
成化二十年（1484年）甲辰科進士，历任刑部郎中、蘇州府同知。